# 25 mm armata przeciwlotnicza wz. 1940 (72-K)
25 mm armata przeciwlotnicza wz. 1940 (72-K) (ros. 25-мм автоматическая зенитная пушка образца 1940 года (72-К), 25-mm awtomaticzeskaja zienitnaja puszka obrazca 1940 goda (72-K)) – radzieckie holowane działo przeciwlotnicze wprowadzone do uzbrojenia w 1939 roku.

## Historia
Armata 72-K została opracowana w fabryce im. Kalinina pod kierunkiem M.N. Łoginowa na podstawie licencji udzielonej w 1933 roku przez firmę Bofors na 25 mm armatę przeciwlotniczą. Niewielka liczba tych szwedzkich armat została wcześniej zakupiona dla Armii Czerwonej w latach 30 XX wieku. Ta sama licencja posłużyła Rosjanom również do opracowania 37 mm armaty przeciwlotniczej wz. 1939. Nowo opracowana armata automatyczna początkowo otrzymało fabryczne oznaczenie ZIK-25 a następnie zostało ono zmienione na 72-K. Prototypowy egzemplarz powstał w Zakładach nr 8 jesienią 1939 roku, a już 11 października rozpoczęto jego próby fabryczne. Armata 72-K została przyjęta do uzbrojenia 31 grudnia 1939 roku, a 25 maja odesłano ją na testy. Tam też, między 15 kwietnia a 25 maja 1940 roku, oddano 2992 wystrzałów i pokonano 1500 km. W czasie prób zauważono wibrację utrudniającą celowanie. Niezbędne okazało się również przeprojektowanie amunicji, gdyż w użytej do prób urywały się smugacze. Żywotność oszacowano na 1200–1300 wystrzałów. W 1940 roku działko 72-K zostało oficjalnie przyjęte do uzbrojenia pod nazwą 25-mm zienitnaja awtomaticzeskaja puszka obr. 1940 g. W latach 1942–1944 wyprodukowano ogółem 4067 sztuk. W celu zwiększenie mobilności niektóre z działek zostały umieszczone na podwoziach samochodów ciężarowych typu GAZ-AA. Pod koniec 1943 roku w Biurze Konstrukcyjnym Zakładów nr 88 imienia Mitiszczi opracowano dwulufowe działko 94-KM, czyli dwie armaty z 72-K osadzone na jednym łożu. W 1943 roku opracowano wersję armaty wyposażonej w dodatkowy lekki pancerz chroniący z góry załogę i mechanizmy działa przed odłamkami i lekkimi pociskami. Niektóre 25 mm działka z kolei posłużyły do stworzenia stacjonarnych stanowisk przeciwlotniczych tzw. stolików. W Fabryce nr 88 powstała również wersja 25 mm działka wyposażona w cztery lufy nosząca oznaczenie Z-5 („3-5”) ale nie została ona przyjęta do uzbrojenia. Na podstawie 25 mm armat wz. 1940 powstało również kilka wzorów okrętowej broni przeciwlotniczej takich jak: jednolufowe działka M-110 i 110-PM, dwulufowe 2-M3, 2-M3M i 2-M8 oraz opracowany w ChRL Typ 61. 25 mm armata plot wprowadzona do uzbrojenia Armii Czerwonej została w 1940 roku. Ogółem w czasie wojny dostarczono jej 4560 dział tego typu. Pozostawała w uzbrojeniu do lat 50 XX wieku. Armata ta była dostarczana również sojusznikom ZSRR ze wschodniej Europy (również Polsce), państwom Bliskiego i Dalekiego Wschodu oraz Afryki.

## Opis
Armata automatyczna przeznaczona jest do zwalczania celów powietrznych lecących na wysokościach do 2000 m jak również pojazdów opancerzonych w tym również lekkich czołgów. Można prowadzić zarówno ogień ciągły jak i pojedynczy. Podczas przygotowania działa do strzelania łoże nie było odłączane od podwozia, a jedynie unoszone na czterech śrubowych podnośnikach. Automatyka armaty polega na wykorzystaniu energii odrzutu zamka i zapewnia ona otwarcie zamka, napięcie kurka, ekstrakcję łuski, dosłanie naboju, zamknięcie zamka i odpalenie pocisku. 25 mm armata wz. 1940 składa się z lufy, zamka, automatycznego celownika przeciwlotniczego, mechanizmu naprowadzania i tarczy ochronnej. Automatyczny zamek klinowy o pionowym ruchu klina, jest wyposażony w dźwignię do przeładowania broni, niezbędną przed pierwszym wystrzałem. Lufa wyposażona jest w tłumik płomieni. Działko wyposażone jest w hydrauliczny opornik. Oba mechanizmy naprowadzania znajdują się z prawej strony. Prędkość naprowadzania jest zależna od prędkości obrotów pokrętłem. Każdy obrót pokrętła powoduje obrót/pochylenie lufy o 7,5°. Mechanizm podniesieniowy współpracujący z sektorem koła zębatego. Mechanizm kierunkowy oparty na kole zębatym. Celownik pozwala na zwalczanie samolotów na podstawie jego danych takich jak: odległość, prędkość i kurs. Podwozie czterokołowe, resorowane, podobne do zastosowanego w 37 mm armacie plot wz. 1939. Koła typu samochodowego napełnione masą gąbczastą.

## Amunicja
W broni używana była amunicja oznaczona 25 × 218 mm SR opracowana na podstawie szwedzkiej 25 mm amunicji Boforsa opracowanej w 1933 roku, ale mimo podobnej konstrukcji nie są one wzajemnie zamienne. W latach 1939–1940 w NII-24 opracowano nabój odłamkowy a w latach 1941–1942 powstał nabój przeciwpancerny i odłamkowo-zapalający ze smugaczem i 10 sekundowym samolikwidatorem. Do strzelania wykorzystywana jest amunicja z pociskami odłamkowo-burzącymi (nabój UOZR-132 z pociskiem OZR-132) i przeciwpancernymi (nabój UBR-132 z pociskiem BP-132), oba ze smugaczami. Pociski odłamkowo-burzące wyposażone w wielofunkcyjne zapalniki K-20 używane były do zwalczania celów powietrznych. W przypadku nietrafienia w cel w ciągu 5 sekund zapalnik inicjował samolikwidację pocisku. Pociski przeciwpancerne służyły do zwalczania pojazdów opancerzonych, do lekkich czołgów włącznie. Zasilanie może odbywać się z 6 nabojowych łódek, chociaż niektóre opracowania informują również o 7 nabojowych łódkach. Naboje przechowywane są w tekturowych rurkach umieszczonych w drewnianych skrzynkach zawierających 50 z nich. Skrzynia taka waży 44 kg i ma wymiary 480 × 345 × 265 mm. Amunicja była produkowana w ZSRR i Jugosławii. Morska odmiana amunicji o oznaczeniu 25 × 218 produkowana była również w Polsce.